# Bernissart
Bernissart (en picard Bernissåt) és un municipi belga de la província d'Hainaut a la regió valona. Està compost per les viles de Bernissart, Blaton, Harchies, Pommerœul i Ville-Pommerœul. És veí de Condé-sur-l'Escaut

## La mina delsIguanodon
El 1878, al terme municipal s'hi descobriren dotzenes d'esquelets d'Iguanodon en una mina de carbó, 322 m sota terra. En aquell moment, la seva proximitat es va considerar com a prova que alguns dinosaures eren animals de ramat. Van ser muntats per Louis Dollo, qui va fixar l'estàndard que s'ha seguit durant més d'un segle. Nou dels vint-i-nou esquelets recuperats es troben actualment en exhibició a l'Institut Reial Belga de Ciències Naturals, i un al Museu de Bernissart. Els dos museus van cometre un error que reconeixen amb humor: els esquelets es mostren de peu, cosa que suggereix que aquests dinosaures eren bípedesÇ, que no és el cas.